# Celina (Tennessee)
Celina és una població dels Estats Units a l'estat de Tennessee. Segons el cens del 2000 tenia 1.379 habitants.

## Demografia
Segons el cens del 2000, Celina tenia 1.379 habitants, 645 habitatges, i 383 famílies. La densitat de població era de 440 habitants/km².
Dels 645 habitatges en un 23,9% hi vivien nens de menys de 18 anys, en un 38% hi vivien parelles casades, en un 16% dones solteres, i en un 40,6% no eren unitats familiars. En el 36,7% dels habitatges hi vivien persones soles el 17,8% de les quals corresponia a persones de 65 anys o més que vivien soles. El nombre mitjà de persones vivint en cada habitatge era de 2,12 i el nombre mitjà de persones que vivien en cada família era de 2,75.
Per edats la població es repartia de la següent manera: un 21,2% tenia menys de 18 anys, un 7,5% entre 18 i 24, un 26,5% entre 25 i 44, un 25,6% de 45 a 60 i un 19,2% 65 anys o més.
L'edat mediana era de 41 anys. Per cada 100 dones de 18 o més anys hi havia 79,7 homes.
La renda mediana per habitatge era de 19.435 $ i la renda mediana per família de 29.732 $. Els homes tenien una renda mediana de 21.494 $ mentre que les dones 15.096 $. La renda per capita de la població era de 12.328 $. Entorn del 20,5% de les famílies i el 28,2% de la població estaven per davall del llindar de pobresa.

## Poblacions més properes
El següent diagrama mostra les poblacions més properes.